# Rivière North (baie Okak)
La rivière North (anglais : North River) (rivière du Nord) est un fleuve d'environ 90 km de long situé à l'est de la péninsule du Québec-Labrador, au Labrador dans la province canadienne de Terre-Neuve-et-Labrador.

## Description
La rivière North prend sa source sur un plateau au centre-nord du Labrador en amont d'un lac sans nom situé à environ 500 mètres d'altitude (57° 15′ 42″ N, 63° 19′ 18″ O). A proximité à l'ouest et au sud se trouve le bassin versant de la rivière Kingurutik.
Le ruisseau se jette dans un autre lac sans nom situé à environ 490 mètres d'altitude (57° 16′ 38″ N, 63° 17′ 45″ O). Le ruisseau à la sortie rejoint un autre ruisseau venu du sud. La petite rivière prend une direction nord en traversant plusieurs lacs sur environ 25 kilomètres dans une vallée glaciaire de plus en plus profonde entourée de collines nues dépassant les 600 mètres d'altitude. 
La rivière descend ainsi rapidement, avec plusieurs chutes dont une cascade verticale de 7,6 mètres (57° 26′ 18″ N, 63° 13′ 53″ O), à environ 400 mètres d'altitude (57° 23′ 33″ N, 63° 15′ 30″ O) et prend de l'importance en recevant de petits affluents sur les deux rives.
La rivière North s'encaisse, tourne vers le nord-est à environ 170 mètres d'altitude (57° 26′ 12″ N, 63° 14′ 05″ O), puis vers l'est à environ 110 mètres d'altitude (57° 27′ 27″ N, 63° 11′ 25″ O) dans une vallée en auge. La rivière coule ensuite sur 35 kilomètres vers l'est.
La rivière a alors un cours marqué par une série de méandres au fond d'une vallée boisée bordée par des collines nues. Elle reçoit à moins de 20 mètres d'altitude en rive droite (57° 26′ 52″ N, 62° 46′ 55″ O) l'émissaire du vaste lac Umiakovik drainant la partie sud-est du bassin comportant de nombreux ruisseaux et lacs.
La rivière North s'oriente ensuite vers le nord-nord-est sur 12 km avec plusieurs méandres sableux avant de s'orienter vers l'est avec un lit large de plus d'une centaine de mètres. Elle reçoit à environ 10 mètres d'altitude en rive gauche son principal affluent (57° 32′ 28″ N, 62° 40′ 56″ O), abondante rivière sans nom drainant la partie nord du bassin et prenant sa source à environ 620 mètres d'altitude en amont d'un vaste lac sans nom (57° 36′ 46″ N, 63° 13′ 24″ O).
La rivière North coule vers l'est sur les 12 derniers kilomètres. Le cours est large et calme avec une seule zone de cours rapides (57° 32′ 40″ N, 62° 35′ 42″ O).
L'embouchure s'élargit progressivement avec plusieurs chenaux créés par les accumulations de sédiments. La rivière North se jette finalement dans la tête de la baie Okak (57° 29′ 47″ N, 62° 32′ 37″ O), une baie étroite de 55 km de long à la sortie de laquelle se trouvent les îles Okak.

## Hydrologie
La rivière North draine une superficie de 1 655 km2, alimentée par 35 affluents.
Le bassin de la rivière North borde celui de la rivière Kingurutik situé à l'ouest et au sud.
Le débit moyen à l'embouchure n'est pas connu. Les débits mensuels les plus élevés se produisent généralement pendant la fonte des neiges, en juin.

## Faune piscicole
L'Omble chevalier est présent dans la rivière North.
Au kilomètre 66 de la rivière se trouve une cascade verticale de 7,6 mètres (57° 26′ 18″ N, 63° 13′ 53″ O) puis quatre autres chutes qui empêchent les poissons migrateurs d'atteindre le système fluvial en amont.

## Flore
La végétation dans la majeure partie du bassin versant se compose de mousses, de carex et de lichens ; l'épinette noire et épinette blanche borde la rivière dans la vallée bien que les incendies de forêt aient dénudé certaines zones.

## Occupation humaine
Le bassin de la rivière North est situé dans une région isolée ne comptant aucun habitant permanent. La colonie d'Okak a perduré de 1776 à 1919, anéantie par la grippe espagnole. La communauté inuite et innue de Nutak fondée peu après en 1919 fut par la suite abandonnée en 1956.
Un camp de pêche sportive se trouve sur la rive sud du vaste lac Umiakovik,, (57° 23′ 14″ N, 62° 49′ 01″ O).
La région intérieure n'est accessible qu'en hydravion.